# Katrin Dörre-Heinig
Katrin Dörre-Heinig (n. 6 octombrie 1961, Leipzig, RDG) este o maratonistă ce a reprezentat Germania, medaliată olimpică. A participat la 3 ediții ale Jocurilor Olimpice (1988, 1992, 1996) în care a câștigat o medalie de bronz.